# Jan I lubiński
Jan I lubiński (ur. ok. 1425, zm. prawd. 21 listopada 1453) – razem z bratem Henrykiem X książę lubiński (1441–1446, chojnowski od 1441, brzeski 1443–1450, złotoryjski od 1449.

## Życiorys
Jan I lubiński był najstarszym synem Ludwika III ks. lubińskiego i chojnowskiego oraz Małgorzaty, księżnej opolskiej.
Po śmierci ojca w 1441 r. Jan i jego młodszy brat Henryk X, który był pod jego opieką, wspólnie (niedział) odziedziczyli Chojnów i Lubin, uprzednio niemal całkowicie zniszczone przez Husytów. Matce młodych książąt, księżnej Małgorzacie przypadły w dożywociu Oława i Niemcza.

### Utrata Brzegu
W 1420 roku zawarto układ sukcesyjny między książętami legnickimi i lubińskimi. Dzięki niemu, bracia odziedziczyli po ojcu prawa do księstwa legnicko-brzeskiego (spuścizny po Ludwiku II brzeskim, przyrodnim bracie ich dziadka Henryka IX lubińskiego). Księstwo było wówczas było we władaniu ich ciotki, księżnej Elżbiety, a warunkiem jego przejęcia przez braci po śmierci księżnej było wypłacenie posagów córkom Ludwika II brzeskiego: Magdalenie i Jadwidze.
Bracia nie mogli liczyć na żadne wsparcie finansowe ze strony matki. Katastrofalny stan finansów, ciągnący się od czasów Bolesława III Rozrzutnego sprawił, że w 1446 roku książęta chojnowscy oddali dziedziczny Lubin w zastaw księciu Głogowa, Henrykowi XI.
Wobec niedotrzymania warunków spadku po Ludwiku III, na skutek problemów finansowych Jana i Henryka, oddane w zastaw księstwo brzeskie przeszło we władanie męża Magdaleny, Mikołaja I. Książęta nadal jednak rościli swe dziedziczne prawa do Brzegu, potwierdzając w 1444 roku mieszczanom nadane wcześniej prawa i przywileje. W roku 1447 szlachta i mieszczanie brzescy poręczyli spłatę posagu, dzięki czemu tamtejsze księstwo znalazło się pod panowaniem czterech władców. Chroniczny brak gotówki sprawił jednak, że jeszcze tego samego roku księcia lubińscy zastawili zamek w Brzegu i księstwo bogatemu mieszczaninowi Heinzowi Stoschowi. Nowy właściciel urządził na zamku swą siedzibę, po czym zajął się rabowaniem okolicy. Wobec takiej sytuacji księcia usiłowali odkupić miasto, co udało się w 1450 r. dzięki pożyczce od Mikołaja I. Tego samego roku bracia, nie mogąc spłacić pożyczki, oddali Brzeg Mikołajowi.

### Małżeństwo z Jadwigą
Książęta pożyczali pieniądze od mieszczan, oddając im stopniowo swoje uprawnienia. Wobec narastających długów, licząc na prędkie objęcie zasobnego księstwa legnickiego, Jan zdecydował się na małżeństwo ze swą ciotką Jadwigą, córką Elżbiety. Związek, ze względu na bliskie pokrewieństwo (dziad Jana i ojciec Jadwigi byli braćmi) wymagał dyspensy od papieża Eugeniusza IV, którą uzyskano 10 października 1444 r. Ślub Jana i Jadwigi miał miejsce w lutym 1445 r., a rok później przyszedł na świat ich jedyny syn, Fryderyk I. Dzięki małżeństwu Jan I lubiński powiększył prawa do księstwa legnickiego. Małżonkowie żyli osobno – Jadwiga z synem i matką w Legnicy, a Jan w Chojnowie, bywając również w swej posiadłości we Wrocławiu.
W czerwcu 1445 roku Jan i Henryk weszli w układ z Elżbietą i jej mężem Wacławem I cieszyńskim. Z chwilą śmierci Elżbiety Strzelin wraz z okręgiem miał przypaść książętom w zamian za wypłacanie co roku daniny dla Wacława.

### Spór o Legnicę
Założona na prawie magdeburskim Legnica była wówczas rządzona przez patrycjuszowską radę, która nie była przychylna Piastom i popierała Habsburgów. Chcąc uwolnić się spod władzy zubożałych, niewiele znaczących książąt piastowskich, mieszczanie kierowani przez burmistrza Ambrosiusa Bitschena zamierzali oddać miasto pod zwierzchnictwo Królestwa Czech.
Księżna Elżbieta, doskonale zorientowana w planach legnickiego patrycjatu, zaniepokojona o wnuka odesłała go w 1448 roku do Chojnowa. Fryderyk I znalazł się wówczas pod opieką ojca.
Po nagłej, niespodziewanej śmierci księżnej Elżbiety 30 lub 31 października 1449 roku legniczanie uznali, że męska linia potomków wygasła Ludwika II wygasła, a władzę może przejąć bezpośrednio król Czech. Mieszczanie zmusili więc Jadwigę, żonę Jana, do opuszczenia Legnicy. Jadwiga uciekła wówczas do męża, spotykając się z nim w Złotoryi i zamieszkała ze szwagrem, któremu brat darował kasztelanię złotoryjską. Zbuntowany patrycjat legnicki popadł w wieloletni konflikt z Janem.
Po śmierci Elżbiety Wacław I cieszyński, pomimo zawartego układu, zgłosił pretensje do Strzelina. Zrezygnował z nich za opłatą, a w sierpniu 1450 roku Strzelin oddał hołd książętom chojnowskim.
W 1451 r. złotoryjanie złożyli hołd książętom chojnowskim, uznając ich władzę. Natomiast w Legnicy, patrycjat w 1452 roku oddał hołd Fryderykowi II Łagodnemu, któremu Fryderyk III powierzył lenno legnickie. Jan, nie godząc się z tym wymógł na Fryderyku III sąd rozjemczy we Wrocławiu, gdzie interesy Habsburgów reprezentował komisarz Reiprechta von Ebersdorfa. Nieścisłości natury formalnej nie pozwoliły wydać wyroku. Kiedy po buncie w Austrii Fryderyk III odesłał Władysława Pogrobowca do Czech, gdzie został w 1453 roku został on ukoronowany, legniczanie złożyli hołd królowi czeskiemu. Wówczas Jan postanowił wraz ze zbrojnym oddziałem chojnowiczan ruszył na Legnicę, by zdobyć miasto przemocą. Podczas obozowania w rejonie wzgórza Sikornik między Lipcami a Ulesiem, nieopodal Legnicy, wojska Jana zostały z zaskoczenia napadnięte przez uzbrojonych mieszczan legnickich, dowodzonych przez burmistrza Bitschena. Doszło do zaciętej walki. Zamiary Jana udaremniono, a sam książę ledwo uszedł z życiem. We wrześniu tego samego roku w imieniu swoim i Jadwigi książę Jan złożył na ręce komisarza królewskiego von Ebersdorfa, rezygnację z praw do lenna legnickiego. Jan otrzymał za to 28 000 guldenów.

### Śmierć
Książę nie wrócił do zdrowia po klęsce pod Ulesiem i zmarł w listopadzie 1453 roku we Wrocławiu. Zgodnie z życzeniem pochowano go w kościele parafialnym w Oławie, gdzie wciąż mieszkała jego matka.
Jan do śmierci używał tytułu „księcia Brzegu, Lubina i Legnicy”, choć w 1453 r. żadne z tych księstw nie było już w jego posiadaniu.

### Powrót Piastów do Legnicy
Tymczasem w Legnicy w 1457 doszło do powstania pospólstwa i plebsu przeciwnych rządom Bitschena i panowaniu czeskiemu. Księżna Jadwiga uroczyście witana przez biedotę i duchowieństwo powróciła do Legnicy 4 lipca 1457 roku. Kiedy silne jeszcze stronnictwo czeskie doprowadziło do jej ponownego wygnania z miasta, Bitschen został schwytany, następnie osądzony i ścięty. Księżna powróciła do miasta po ustabilizowaniu się sytuacji, a pełnoletni syn Jana i Jadwigi, Fryderyk I, został w 1469 r. prawowitym księciem Legnicy.

## Genealogia
| Henryk IX lubiński ur. ok. 1369 zm. między 9 I 1419 a 5 IV 1420 | Henryk IX lubiński ur. ok. 1369 zm. między 9 I 1419 a 5 IV 1420 |                                                         |                                                         | Anna cieszyńska ur. 2 poł.XIV w. zm. między 1403 a 1420 | Anna cieszyńska ur. 2 poł.XIV w. zm. między 1403 a 1420 |  |  | Bolko IV opolski ur. 1363/1367 zm. 6 V 1437 | Bolko IV opolski ur. 1363/1367 zm. 6 V 1437 |                                                           |                                                           | Małgorzata hrabianka Gorycji | Małgorzata hrabianka Gorycji |
|                                                                 |                                                                 |                                                         |                                                         |                                                         |                                                         |  |  |                                             |                                             |                                                           |                                                           |                              |                              |
|                                                                 |                                                                 |                                                         |                                                         |                                                         |                                                         |  |  |                                             |                                             |                                                           |                                                           |                              |                              |
|                                                                 |                                                                 | Ludwik III lubiński ur. przed 1405 zm. przed 18 VI 1441 | Ludwik III lubiński ur. przed 1405 zm. przed 18 VI 1441 |                                                         |                                                         |  |  |                                             |                                             | Małgorzata opolska ur. 1412/1414 zm. 15 I 1454/6 III 1455 | Małgorzata opolska ur. 1412/1414 zm. 15 I 1454/6 III 1455 |                              |                              |
|                                                                 |                                                                 |                                                         |                                                         |                                                         |                                                         |  |  |                                             |                                             |                                                           |                                                           |                              |                              |
|                                                                 |                                                                 |                                                         |                                                         |                                                         |                                                         |  |  |                                             |                                             |                                                           |                                                           |                              |                              |
|                                                                 |                                                                 |                                                         |                                                         |                                                         |                                                         |  |  |                                             |                                             |                                                           |                                                           |                              |                              |

|  |  |  |  | Jan I lubiński ur. ok. 1425 zm. XI 1453 |  |  |  |  |  |
|  |  |  |  |                                         |  |  |  |  |  |
|  |  |  |  |                                         |  |  |  |  |  |

|  |

## Pomniki
Wizerunek Jana I lubińskiego upamiętnia renesansowa płaskorzeźba umieszczona w portalu bramy wjazdowej Zamku Piastów Śląskich w Brzegu.